# Bruno Wesel
Bruno Wesel (Keulen, 7 juli 1967) is een Belgisch striptekenaar en inkleurder.

## Carrière
Wesel studeerde aan de faculteit voor animatie aan het Institut Saint-Luc in Brussel. Toen hij afstudeerde publiceerde hij al enige illustraties in Kuifje en onder andere enige kortverhalen samen met Jean-Luc Cornette tussen 1989 en 1992. Vanaf 1990 is Wesel vooral actief en bekend als inkleurder.
Wesel deed de inkleuring voor onder meer Séraphine Claeys (Hybrides) en André Taymans, zoals voor diens reeks Caroline Baldwin.
In 2000 en 2001 tekende hij samen met Taymans de stripreeks MacNamara op scenario van Patrick Delperdange. In 2002 werkten zij weer samen voor een stripverhaal gebaseerd op het spel Les Incollables.
In 2007 tekende Wesel Félix ou le grand non op scenario van Christian Durieux.
Ook voor albums in verschillende reeksen van Jacques Martin verzorgde Wesel de inkleuring:
voor Alex: De duivel van Pharos (2008), De verdwenen stad (2009) en Het complot van Baal (2011);
voor Lefranc: De meester van het atoom (2006), Londen in gevaar (2008), De vervloeking (2010), De eeuwige shogun (2012), Het geheim van Stalin (2013), Cuba libre (2014), De vogelman (2016), De chaostheorie (2018) en Het losgeld (2020);
voor De reizen van Lefranc: Het Ardennenoffensief (2014), De strijd om de Pacific (2016) en De verovering van de ruimte (2019);
voor Tristan De hertog van Bourgondië (2011);
voor Loïs: De zwarte code (2007).